# Урупема
Урупема (порт. Urupema)  —  муниципалитет в Бразилии. входит в штат Санта-Катарина. Составная часть мезорегиона Серрана. Входит в экономико-статистический  микрорегион Кампус-ди-Лажис, который входит в мезорегион Серрана. Население составляет 2566 человек на 2006 год. Занимает площадь 353,126 км². Плотность населения — 7,3 чел./км².

## Статистика
- Валовой внутренний продукт на 2003 составляет 16.160.405,00 реалов (данные: Бразильский институт географии и статистики).
- Валовой внутренний продукт на душу населения на 2003 составляет 6.342,39 реалов (данные: Бразильский институт географии и статистики).
- Индекс развития человеческого потенциала на 2000 составляет 0,784 (данные: Программа развития ООН).

## География
Климат местности: субтропический. В соответствии с классификацией Кёппена, климат относится к категории Cfb.